# Elapotinus picteti
Elapotinus picteti — вид змій родини Pseudoxyrhophiidae. Ендемік Мадагаскару. Вид названий на честь швейцарського зоолога Франсуа Жюля Пікте де ла Ріва. Це єдиний представник монотипового роду Elapotinus.

## Поширення і екологія
Elapotinus picteti мешкають у кількох місцевостях на півночі і сході острова Мадагаскар та на сусідньому острові Нусі-Бе. Вони живуть у незайманих вологих тропічних лісах.